# Manilla (Australia)
Manilla – miasto w Australii, w stanie Nowa Południowa Walia.